# 阿德列尔竞技场
阿德列爾競技場（俄语：Адлер-Арена）是一個位於俄羅斯索契的室內滑冰場。該滑冰場在2012年開始啟用，並容納8000名觀眾。在2014年冬季奧運期間，會用作承辦競速滑冰的賽事。此前，還曾主辦世界單距離競速滑冰錦標賽及俄羅斯速度滑冰錦標賽。在運動會結束後，該體育館會改造為展覽中心。

## 資料來源
1. 1 2 3 4  .   [2014-01-22]. （原始内容存档于2014-02-27）.
2. ↑  .   [2014-01-22]. （原始内容存档于2017-02-25）.
3. ↑  .   [2014-02-07]. （原始内容存档于2012-03-11）.
4. ↑  . Sochi 2014. Sochi 2014.   [27 September 2012]. （原始内容存档于2012-09-09）.

## 外部連結
- Adler Arena on  www.speedskatingnews.info （页面存档备份，存于）